# USS George Washington (SSBN-598)
USS George Washington (SSBN-598) – pierwszy amerykański okręt podwodny przenoszący pociski balistyczne klasy SLBM, jednocześnie pierwszy na świecie wprowadzony do służby okręt tego rodzaju, napędzany przez siłownię jądrową. "George Washington" był okrętem prototypowym całego typu okrętów o tej samej nazwie, pierwszą też z jednostek programu budowy amerykańskich okrętów podwodnych przenoszących pociski SLBM - systemu rakietowego Polaris-Poseidon. W czasie swojej służby, w szesnastu wyrzutniach przenosił odpalane spod powierzchni wody rakietowe pociski balistyczne Polaris A-1 i A-3.

## Z głębin do celu
"George Washington" – został przyjęty do służby 30 grudnia 1959 roku, a 18 czerwca następnego roku wypłynął na pierwszy patrol, podczas którego dokonał pierwszego odpalenia nieuzbrojonego pocisku Polaris A-1. Na pokładzie okrętu znajdował się w tym czasie kontradmirał William F. Raborn – szef SPO – oraz obydwie załogi, a także pewna liczba techników – razem około 250 osób.W trakcie odpalenia wystąpiły niewielkie problemy procedury odliczania przed startem, co spowodowało, iż okręt powrócił do portu, rezygnując z odpalenia dwóch pozostałych zaplanowanych do wystrzelenia pocisków. Po usunięciu usterek okręt ponownie wyszedł w morze, dokonując dwóch pozostałych odpaleń. Po drugim z nich kontradmirał Raborn wysłał z pokładu okrętu bezpośrednią depeszę do prezydenta Dwighta Eisenhowera o treści POLARIS – FROM OUT OF THE DEEP TO TARGET. PERFECT (Polaris – z głębin do celu. Perfekcyjnie). Jednostki te wprowadziły do służby nowy standard operacyjny, w którym każdy okręt ma dwie pełne załogi, w tym wypadku 135 oficerów i marynarzy. Załogi te nazywane są "złotą" i "niebieską". Jedna z załóg wypływa okrętem na sześćdziesięciodniowy patrol, po czym dostarcza okręt do portu celem uzupełnienia zapasów i przeprowadzenia drobnych napraw, a następnie jednostka wypływa na kolejny sześćdziesięciodniowy patrol z drugą załogą, podczas gdy pierwsza z nich poświęca czas na odpoczynek i trening. W ten sposób, dwie trzecie wszystkich okrętów Polaris było w każdym momencie na morzu.
Na pierwszy operacyjny patrol bojowy USS "George Washington" wyszedł 15 listopada 1960 roku. Podczas tego patrolu przenosił 16 pocisków Polaris A-1 o zasięgu 1200 mil morskich, uzbrojonych w bojowe głowice jądrowe W47 o mocy 600 kiloton każda. SSBN-598 przebywał na patrolu 67 dni, z czego 66 w pełnym zanurzeniu, a przed jego powrotem do bazy 30 grudnia 1960 r. na patrol wyszedł drugi okręt Polaris – "Patrick Henry" (SSBN-599), co dało początek regularnym patrolom amerykańskich okrętów SSBN.